# Вильча (Могилёвская область)
Ви́льча (бел. Вільча) — деревня в составе Козловичского сельсовета Глусского района Могилёвской области Республики Беларусь.

Передана из Кировского сельсовета в состав Козловичского сельсовета 10 июля 2012 г.

## Население
- 1999 год — 107 человек
- 2009 год — 47 человек